# Station Hvidovre
Station Hvidovre is een S-togstation in de Deense plaats Hvidovre. Het werd oorspronkelijk geopend in 1935. Het station werd na een aanpassing voor de S-tog heropend op 17 juni 1953. In 2004 maakten 5.872 reizigers gebruik van het station.
De buslijnen 22 en 132 hebben een bushalte bij het station.

## Galerij

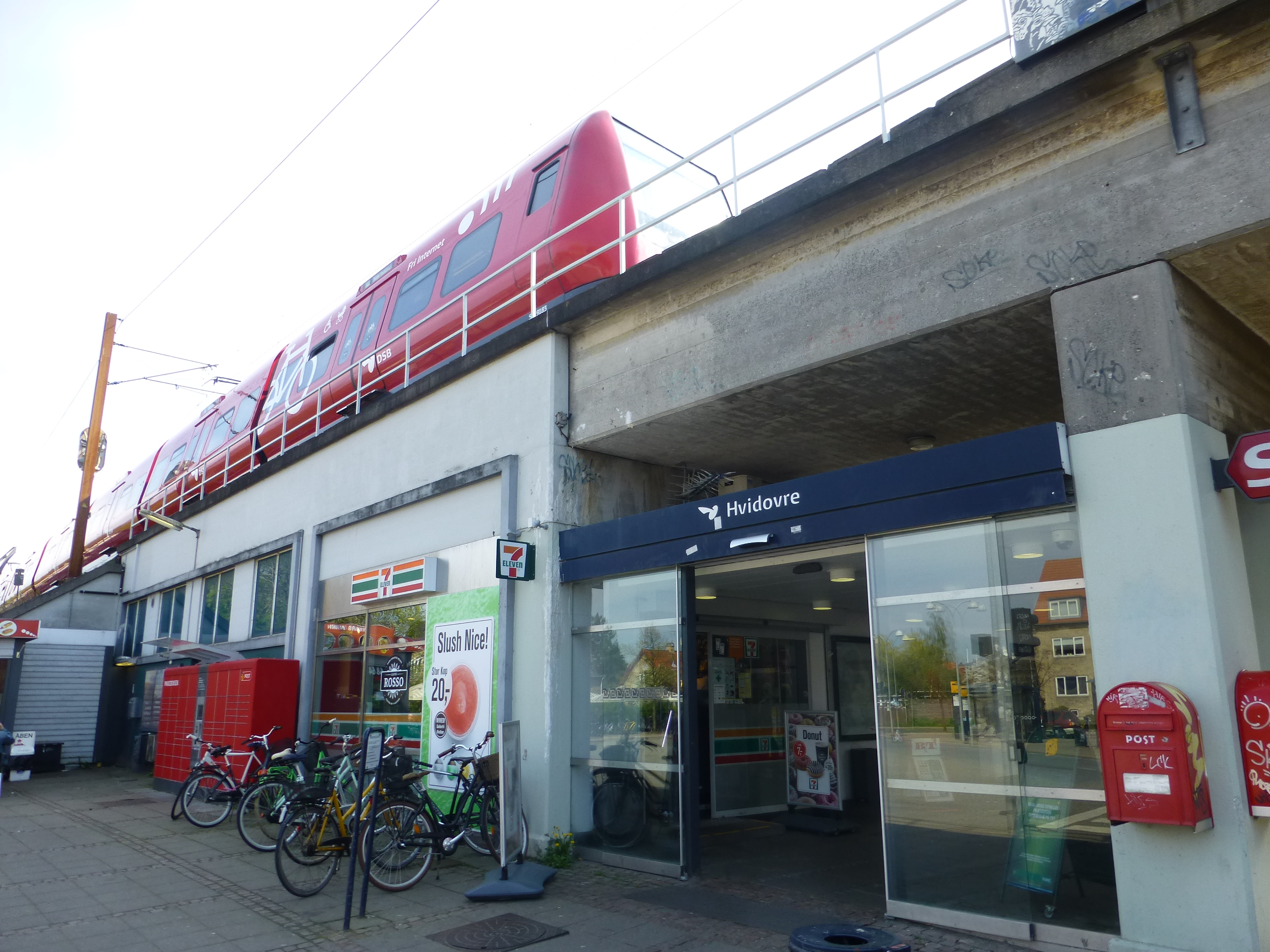
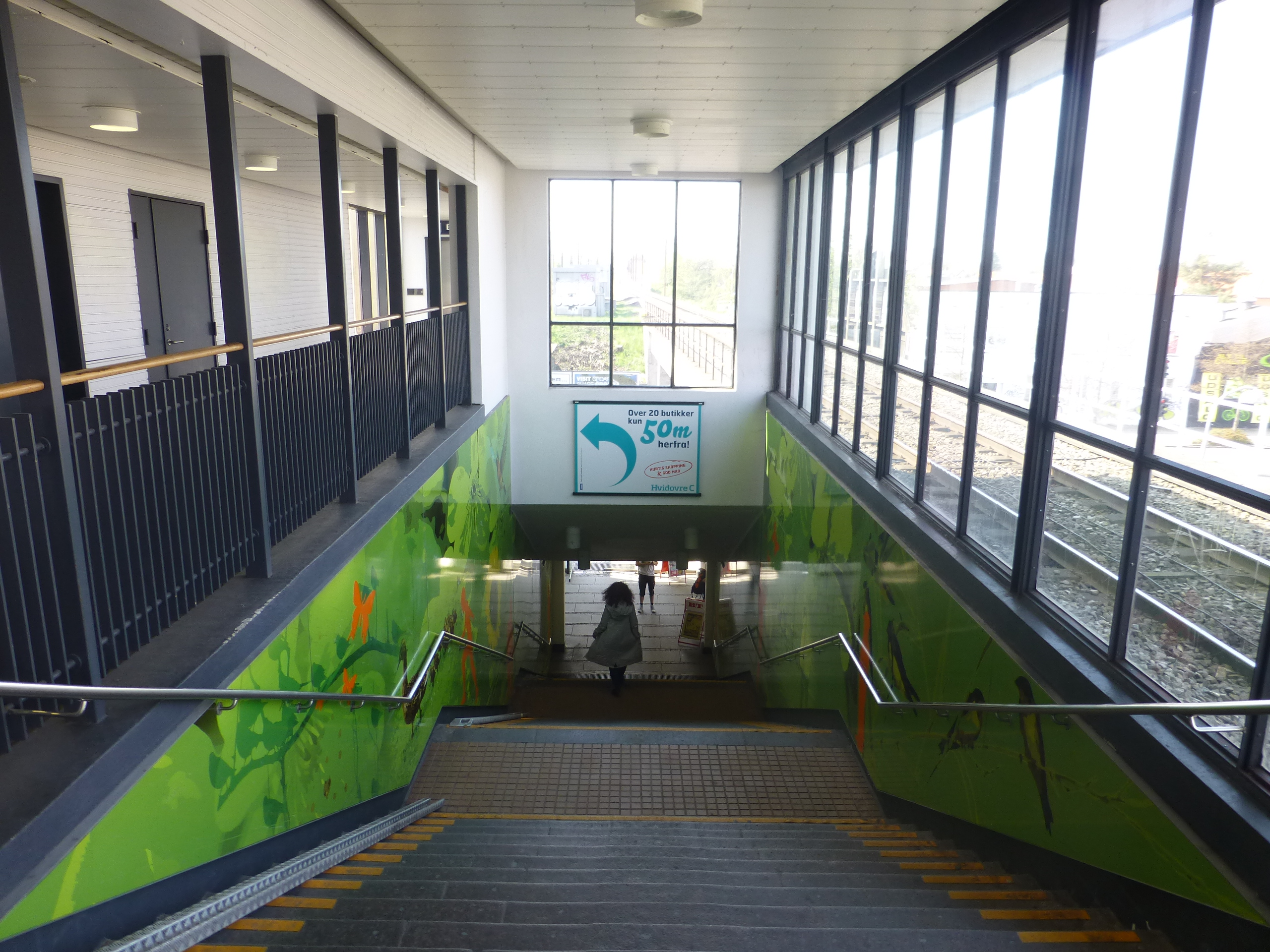
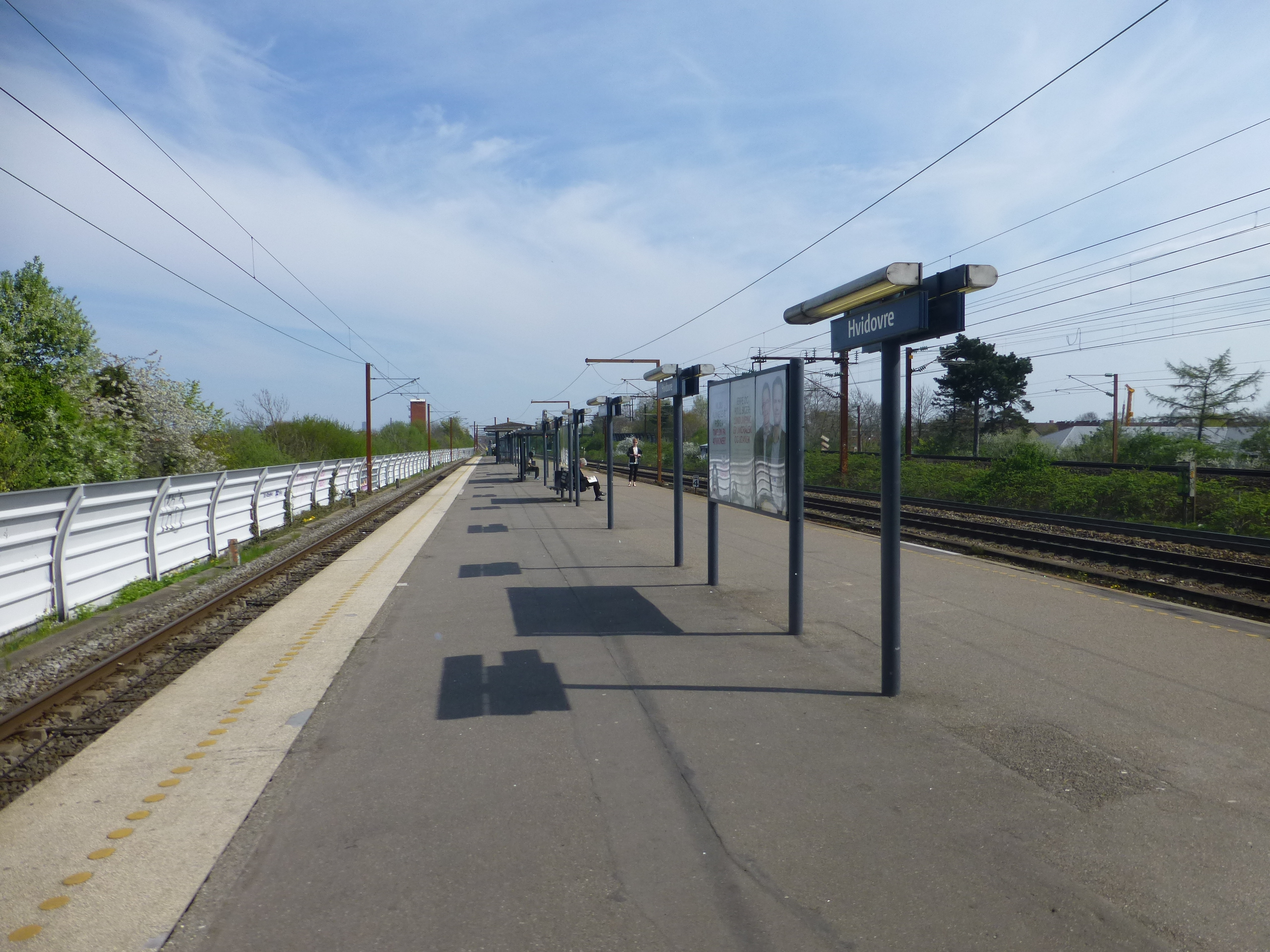
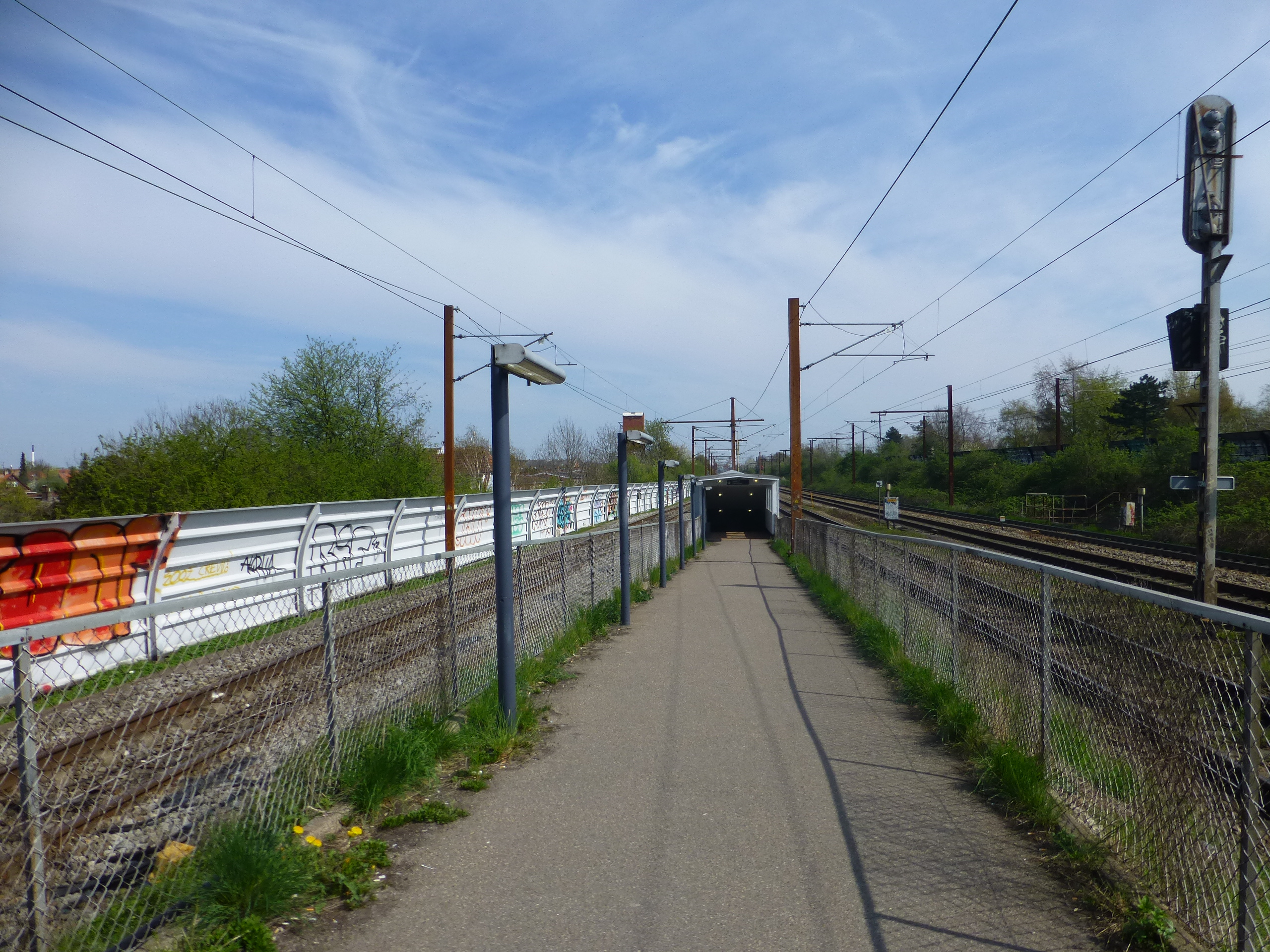

Høje Taastrup · Taastrup · Albertslund · Glostrup · Brøndbyøster · Rødovre · Hvidovre · Danshøj · Valby · Carlsberg · Dybbølsbro · København H · Vesterport · Nørreport · Østerport · Nordhavn · Svanemøllen · Ryparken · Emdrup · Dyssegård · Vangede · Kildebakke · Buddinge · Stengården · Bagsværd · Skovbrynet · Hareskov · Værløse · Farum